# Medeopteryx semimarginata
Medeopteryx semimarginata (лат.) — вид жуков-светляков, крупнейший в составе подсемейства Luciolinae (Lampyridae). Индонезия, остров Сулавеси. 

## Описание
Длина тела около 2 см (крупнейший представитель своего рода и подсемейства, достигающий 1,7 см). Пронотум оранжевый, основная окраска желтовато-коричневая, все тергиты и вентриты брюшка желтоватые; вершины надкрылий округлены; светящийся орган LO полностью в брюшном вентрите V7. Развит клипеолабральный шов, лабрум слабо склеротизированный, подвижный; заднебоковые углы пронотума округлые; вентрит V7 трёхвыемчатый; брюшные вентриты с изогнутыми задними краями.

## Классификация
Вид Medeopteryx semimarginata был впервые описан в 1883 году французским энтомологом Joseph Ernest Olivier (1844—1914) под названием Luciola semimarginata  Olivier, 1883, а его валидный статус подтверждён в ходе ревизии, проведённой в 2013 году австралийскими энтомологами Лэсли Баллантайн (Lesley A. Ballantyne; School of Agricultural and Wine Sciences, Charles Sturt University, Уогга-Уогга, Австралия) и Кристин Ламбкин (Christine L. Lambkin; Queensland Museum, Брисбен, Австралия), когда он был перенесён из рода Luciola в состав рода Medeopteryx.